# Promise You
Promise You é o primeiro single oficial do trio Super Junior-K.R.Y., subgrupo da boy band sul-coreana Super Junior, lançado em 23 de janeiro de 2013, pela Avex Trax.

## Antecedentes e recepção
Em novembro de 2012, o trio realizou um concerto em Yokohama no qual anunciou que seria lançado o primeiro single oficial do grupo, intitulado "Promise You" no dia 23 de janeiro de 2013.
"Promise You" foi lançado no dia 23 de janeiro de 2013 e estreou na segunda posição no ranking diário da Oricon. No total, o single vendeu 40,645 cópias apenas em seu primeiro dia de vendas.  No dia seguinte, o single subiu para a primeira posição, vendendo 15,197 cópias.  Na primeira semana de vendas "Promise You" vendeu 69,067 unidades, ficando em segundo lugar no ranking semanal da Oricon. O single também se classificou na sétima posição no ranking mensal de janeiro.

## Lista de faixas
| N.º            | Título                                      | Letras         | Música                          | Duração |  |
| 1.             | "Promise You"                               | Miyakei        | Zetton, Shikata, Mats Lie Skare | 4:09    |  |
| 2.             | "Hanamizuki" (ハナミズキ)                   | Hitoto Yo      | Mashiko Tatsuro                 | 5:05    |  |
| 3.             | "Promise You -Less Vocal-" (apenas CD only) |                | Zetton, Shikata, Mats Lie Skare | 4:09    |  |
| Duração total: | Duração total:                              | Duração total: | Duração total:                  | 13:22   |  |

| DVD |                             |         |  |
| N.º | Título                      | Duração |  |
| 1.  | "Promise You -Music Video-" | 4:13    |  |
| 2.  | "Promise You -making-of-"   | 7:10    |  |

## Desempenho nas paradas
| País          | Parada                                | Melhor posição |
| ------------- | ------------------------------------- | -------------- |
| Japão         | Oricon Daily Singles Chart (diário)   | 1              |
| Japão         | Oricon Weekly Singles Chart (semanal) | 2              |
| Japão         | Oricon Monthly Singles Chart (mensal) | 7              |
| Coreia do Sul | Gaon Weekly Chart                     | 1              |